# Beautiful Dreamer
"Beautiful Dreamer" is een lied geschreven door de Amerikaanse componist Stephen Foster. Het zou het laatste lied zijn dat Foster heeft geschreven. Volgens sommigen schreef hij het een paar dagen voor zijn overlijden op 13 januari 1864, maar andere bronnen melden dat hij het al in 1862 had geschreven. Het lied werd in maart 1864 gepubliceerd.

## Achtergrond
"Beautiful Dreamer" gaat over een man die een vrouw toezingt. Hij noemt haar zijn "prachtige dromer". De vrouw is zich niet bewust van de wereld om haar heen. Dit kan te maken hebben met het feit dat zij niet meer leeft; uit de tekst wordt dit niet duidelijk. Foster heeft gedurende zijn leven meerdere liederen geschreven over vrouwen die op jonge leeftijd kwamen te overlijden.
"Beautiful Dreamer" is door een groot aantal artiesten opgenomen. Hieronder vallen onder meer Cliff Bennett and the Rebel Rousers, Bing Crosby met het orkest van John Scott Trotter, Bobby Darin, Thomas Hampson, Jerry Lee Lewis, John Leyton, Ray Price, Marty Robbins en Slim Whitman. Daarnaast behaalde Roy Orbison in 1964 een top 10-hit in Australië met zijn versie. Anderstalige versies zijn opgenomen door Udo Jürgens (in het Duits als "Beautiful Dreamgirl") en Jim Reeves (in het Afrikaans als "Bolandse Nooientjie").
In 1962 schreven Gerry Goffin en Jack Keller een doowopversie van "Beautiful Dreamer", die werd opgenomen door Tony Orlando. Deze versie bevatte een grotendeels andere tekst. Orlando bracht deze versie in 1962 uit als single. Al snel werd het nummer door The Beatles live gespeeld tijdens hun concerten. Op 26 januari 1963 nam de band een versie van het nummer op voor het BBC-radioprogramma Saturday Club. Deze opname verscheen in 2013 voor het eerst op het album On Air – Live at the BBC Volume 2. Deze versie van het nummer is ook opgenomen door onder meer Rory Storm & the Hurricanes en Billy J. Kramer with The Dakotas; de laatste groep bracht het in 1964 uit op de ep Little Children.
"Beautiful Dreamer" is vaak gebruikt in de media. Bette Davis neuriede het nummer in de film Jezebel uit 1938. Ook kwam het voor in She Done Him Wrong (1933), Gone with the Wind (1939), Second Chorus (1940), Duel in the Sun (1946), The Secret Life of Walter Mitty (1947), I Dream of Jeanie (1952), The Naked Spur (1953), Shane (1953), Picnic (1955), Goin' South (1978), Een avontuur met een staartje (1986), Peggy Sue Got Married (1986), Batman (1989; staat ook op het soundtrackalbum), Children of the Dust (1995), Drop Dead Gorgeous (1999; gezongen door Mandy Barnett), Office Space (1999), Transamerica (2005), Winchester (2018) en Lost Girls (2020). Verder is het gebruikt in de televisieseries Drake & Josh, Glee, Gunsmoke, SpongeBob SquarePants en UFO.